# Bootleg dei Beach Boys

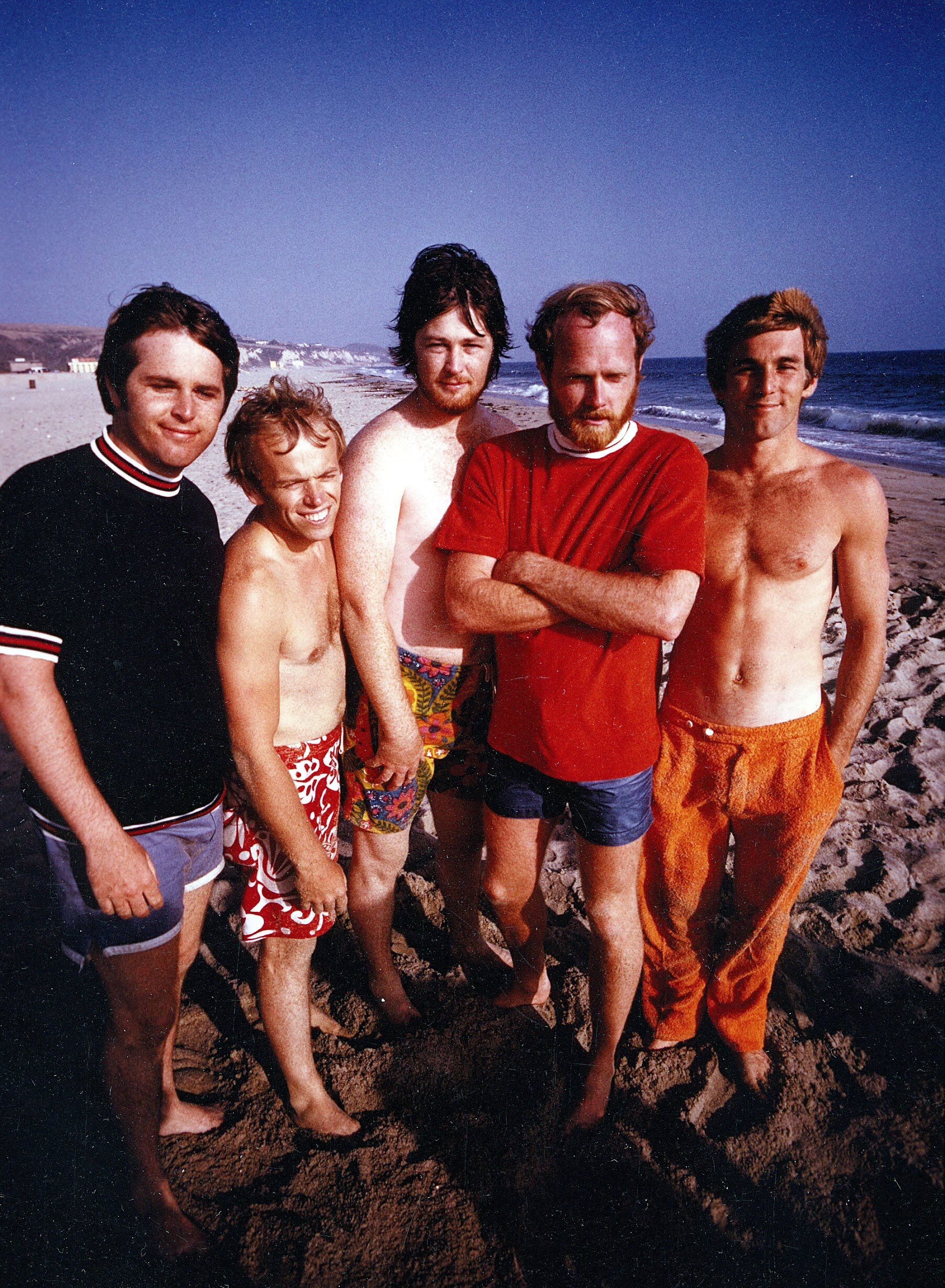
I Beach Boys nel luglio 1967. Da sinistra: Carl Wilson, Al Jardine, Brian Wilson, Mike Love e Dennis Wilson

I bootleg dei Beach Boys sono registrazioni in studio e dal vivo del gruppo musicale statunitense The Beach Boys che hanno raggiunto un certo livello di diffusione pubblica senza essere ufficialmente disponibili in versione legale. Molti album della band sono stati completamente assemblati o quasi completati prima di essere accantonati, respinti o revisionati come progetti completamente nuovi. Negli anni sono state pubblicate nuove compilation di rarità e ristampe di album in studio con tracce inedite incluse come materiale bonus.
Negli anni i bootleg ebbero origine da una moltitudine di fonti, incluse trasmissioni televisive e radiofoniche di esibizioni, registrazioni di concerti, nastri demo, e nastri di sessioni di studio copiati di nascosto. Alcune registrazioni non sono mai circolate pubblicamente. Altre si vocifera solamente che esistano, spesso fraintese con altri progetti correlati, oppure devono ancora emergere dalle mani di archivisti o collezionisti di dischi. Questo articolo include materiale disponibile in bootleg e registrazioni inedite che comunemente si ritiene esistano.
Le maggiori fonti di materiale bootleg dei Beach Boys derivano dalle sessioni in studio per gli album Pet Sounds e SMiLE; la grande diffusione sul mercato pirata di detto materiale portò alla fine alla compilazione ufficiale dei cofanetti The Pet Sounds Sessions (1997) e The Smile Sessions (2011). Nel 2013, quest'ultimo si aggiudicò il Grammy Award for Best Historical Album. Nel 2011, la rivista Uncut votò SMiLE quale "più grande bootleg di sempre".

## Storia

### Esistenza dei nastri
L'esistenza stessa della maggior parte dei master dei Beach Boys è stata resa possibile dal fatto che la band aveva il controllo sul proprio materiale. In genere, all'epoca le etichette discografiche detenevano i diritti dei nastri incisi da un artista sotto contratto, e quindi cancellavano il tutto una volta che un nastro master veniva inciso. Tuttavia, una miriade di nastri multi-traccia andarono persi per diverse ragioni e circostanze. Alcuni dei più noti che andarono persi sono:
- Good Vibrations: Il multitraccia finale. Si presume che sia stato dimenticato allo studio CBS Columbia Square poco dopo la registrazione del disco.[2]
- SMiLE: Una bobina da mezzo pollice che potrebbe anche essere stata persa o distrutta alla Capitol Records nel 1968. Ciò include le tracce multiple delle canzoni Wonderful e Cabinessence.[2]
- Altri vari brani sparsi incisi dalla band nei primi anni sessanta.

Negli ultimi decenni, alcune bobine di nastro che si pensava fossero andate perse sono state ritrovate.
- 1990 – Lo studio di registrazione CBS Columbia Square riconsegnò dei nastri del 1965 tratti dalle sessioni per l'album Summer Days (And Summer Nights!!) che si credevano fossero andati perduti.[2] Quando lo studio chiuse i battenti, molti nastri rimasero nell'archivio. Dieci anni dopo, furono tutti distrutti senza fare alcun inventario.[2]
- 2009 – Il biografo dei Beach Boys Jon Stebbins fu contattato da un uomo in California che era in possesso di una scatola con vari nastri multi-traccia del disco Shut Down Volume 2, ritenuti persi da decenni.[2]
- 2010 – Ventotto nastri che erano stati rubati nel 1980 dagli archivi dei Beach Boys e della Capitol furono rinvenuti; inclusi i nastri master delle canzoni Do It Again, We're Together Again, Adult Child, e una versione di California Feeling.[2]
- 2010 – Un demo al pianoforte del brano Surf's Up fu rinvenuto nascosto all'interno di una bobina della canzone Country Air dell'album Wild Honey. Fu subito incluso nel box set The Smile Sessions (2011).[3]
- 2013 – Acetati inediti che mostravano come il pezzo I'm in Great Shape facesse parte del singolo Heroes and Villains. Un breve segmento dell'acetato è stato incluso alla fine di un missaggio alternativo del brano Child is Father of the Man nella compilation Wake the World: The Friends Sessions del 2018.[4][5]
- 2014 – Lo scrittore Brian Chidester riportò la notizia che erano state ritrovate ulteriori registrazioni di Brian Wilson del periodo fine anni sessanta e inizio settanta.

### Vigotone
Nel 1993, la Vigotone, etichetta discografica specializzata in bootleg, pubblicò una edizione in 2 CD di SMiLE (VT-110 &111), contenente una "versione completa" dell'album insieme ad altre outtakes. Nel 1998, la Vigotone distribuì anche Heroes and Vibrations (VT-163), una compilation della durata di una quarantina di minuti con nastri provenienti dalle sessioni in studio per le tracce Good Vibrations e Heroes and Villains.

### Sea of Tunes
A partire dal 1997, l'etichetta pirata Sea of Tunes (così chiamata in riferimento all'omonima etichetta ufficiale dei Beach Boys) con sede in Lussemburgo, iniziò a distribuire una serie di CD con outtakes, versioni alternative, e demo che spaziano in tutta la carriera dei Beach Boys. Tra questi ben tre CD sono dedicati solo all'incisione di Good Vibrations, e molti si focalizzano principalmente sull'album SMiLE. Le persone coinvolte nella pubblicazione di questi bootleg furono in seguito arrestate dalle autorità e fu riferito che sono stati sequestrati quasi 10,000 dischi pirata.
Discografia bootleg
Secondo il database di Allmusic e Bret Wheadon.
- Unsurpassed Masters Vol. 1 (1962) The Alternate Surfin' Safari Album (1997)
- Unsurpassed Masters Vol. 2 (1963) The Alternate Surfin' USA Album (1997)
- Unsurpassed Masters Vol. 3 (1963) The Alternate Surfer Girl Album (1997)
- Unsurpassed Masters Vol. 4 (1963) Miscellaneous Trax (1997)
- The Beach Boys Live In Sacramento, 1964 (1997)
- The Beach Boys Live In Sacramento, 1964 Second Show! (1997)
- The Beach Boys Christmas Sessions (1997)
- Unsurpassed Masters Vol. 5 (1964) Miscellaneous Trax Vol. 2 (1998)
- Unsurpassed Masters Vol. 6 (1964) The Alternate "All Summer Long" Album (1998)
- Unsurpassed Masters Vol. 7 (1964) The Alternate "Today" Album, Vol. 1 (1998)
- Unsurpassed Masters Vol. 8 (1965) The Alternate "Today" Album, Vol. 2 (1998)
- Unsurpassed Masters Vol. 9 (1965) The Alternate "Summer Days (and Summer Nights!)" Album (1998)
- Unsurpassed Masters Vol. 10 (1965) The Alternate "Beach Boys Party!" Album (1998)
- Unsurpassed Masters Vol. 11 (1965) Miscellaneous Trax Vol. 3 (1998)
- Unsurpassed Masters Vol. 12 (1965) "Sloop John B" Sessions and Radio Spots (1998)
- Unsurpassed Masters Vol. 13 (1965-66) The Alternate "Pet Sounds" Album, Vol. 1 (1998)
- Unsurpassed Masters Vol. 14 (1966) The Alternate "Pet Sounds" Album, Vol. 2 (1998)
- The Live Box (1965–1968) The Complete Michigan Concert Tapes and More... (1998)
- Unsurpassed Masters Vol. 15 (1966) Good Vibrations (1999)
- Unsurpassed Masters Vol. 16 (1966–1967) Smile (1999)
- Unsurpassed Masters Vol. 17 (1966–1967) Smile Sessions (1999)
- Unsurpassed Masters Vol. 18 (1967) The Alternate "Smiley Smile" Album (1999)
- Unsurpassed Masters Vol. 19 (1967) The Alternate "Wild Honey" Album (1999)
- Unsurpassed Masters Vol. 20 (1968–69)  "Friends, 20/20 and Odds & Ends" (1999)
- Unsurpassed Masters Vol. 21 "Today/Summer Days (And Summer Nights!!)" [STEREO] (1999)
- In The Beginning/The Garage Tapes (2007)
- All This Is That (2007)

### Pubblicazioni ufficiali
Fin dagli anni ottanta, per cercare di arginare il fenomeno dei bootleg, sono state approntate delle uscite discografiche ufficiali. Le seguenti compilation legalmente pubblicate includono materiale d'archivio precedentemente inedito dei Beach Boys.
- Ten Years of Harmony (1981)
- Rarities (1983)
- Lost & Found (1961–62) (1991)
- Good Vibrations: Thirty Years of The Beach Boys (1993)
- The Pet Sounds Sessions (1997)
- Ultimate Christmas (1998)
- Endless Harmony (1998)
- Hawthorne, CA (2001)
- Good Timin': Live at Knebworth England 1980 (2002)
- Songs from Here & Back (2006)
- The Original US Singles Collection The Capitol Years 1962–1965 (2008)
- Summer Love Songs (2009)
- The Smile Sessions (2011)
- Made in California (2013)
- The Big Beat 1963 (2013)
- Keep an Eye On Summer – The Beach Boys Sessions 1964 (2014)
- Live in Sacramento 1964 (2014)
- Beach Boys' Party! Uncovered and Unplugged (2015)
- Live in Chicago 1965 (2015)
- Becoming the Beach Boys: The Complete Hite & Dorinda Morgan Sessions (2016)
- Graduation Day 1966: Live At The University Of Michigan (2016)
- 1967 – Sunshine Tomorrow (2017)
- 1967 – Sunshine Tomorrow 2: The Studio Sessions (2017)
- 1967 – Live Sunshine (2017)
- Wake the World: The Friends Sessions (2018)
- I Can Hear Music: The 20/20 Sessions (2018)
- The Beach Boys On Tour: 1968 (2018)
- Feel Flows: The Sunflower & Surf's Up Sessions 1969–1971 (2021)
- Sail On Sailor - 1972 (2022)

## Album inediti

### SMiLE(1966–67)
Dopo un anno circa di sessioni in studio, quello che avrebbe dovuto essere il dodicesimo album in studio dei Beach Boys, Smile, fu cancellato a causa di dissidi interni al gruppo e al conseguente grave esaurimento nervoso che colpì Brian Wilson, il principale compositore e mente creativa della band. Poiché molte delle tracce erano state lasciate incomplete, non fu possibile all'epoca assemblare un album compiuto. Nel 2011, una ricostruzione approssimativa ma abbastanza fedele dell'opera fu pubblicata nel cofanetto The Smile Sessions.

### Lei'd in Hawaii(1967)
Un album dal vivo registrato nell'agosto-settembre 1967 che incontrò numerose difficoltà.

### Versioni preliminari diSunflower(1969–70)
L'album Sunflower passò attraversò varie fasi preliminari prima di essere pubblicato. Nel corso delle sessioni, il progetto cambiò diversi nomi (in ordine cronologico): Reverberation o The Fading Rock Group Revival, Sun Flower, e poi Add Some Music prima di diventare Sunflower.
Tra la pubblicazione di 20/20 (1969) e la versione finale di Sunflower, furono scritte e registrate molte outtakes, alcune di queste rimaste inedite fino alla compilation Feel Flows: The Sunflower & Surf's Up Sessions 1969–1971 del 2021.

### Album dal vivo Beach Boys/Chicago (1975)
Nel 1974, i Beach Boys contribuirono vocalmente al brano Wishing You Were Here dei Chicago. Un anno dopo, James William Guercio era diventato il manager di entrambe le band. I due gruppi si esibirono insieme in un tour estivo condiviso nel 1975, spesso fornendosi l'accompagnamento a vicenda, con l'intenzione di pubblicare un album ricavato dal tour. Nel 2015, Andrew Doe dichiarò che non è stato ancora ben chiarito il motivo per il quale tale progetto non si concretizzò mai.

### Adult/Child(1977)
Adult/Child era stato inciso principalmente da Brian come seguito di The Beach Boys Love You (1977). Fu rifiutato dalla casa discografica. È costituito da sette nuovi brani, quattro dei quali includono arrangiamenti orchestrali da parte di Dick Reynolds, insieme a cinque canzoni più vecchie lasciate fuori da altri album precedenti. Le tematiche dei testi spaziano dalle diete salutari e dall'esercizio fisico al fare la ceretta alle gambe di una ragazza "maschiaccio" e allo stare in fila per entrare al cinema. Alcune tracce, incluse It's Over Now e Still I Dream of It, originariamente erano state scritte per essere incise da cantanti come Frank Sinatra.

### California Feeling(1977)
California Feeling – progetto nato a metà 1978 dopo che Adult/Child era stato scartato – consiste in maggioranza di brani poi confluiti nel disco M.I.U. Album dello stesso anno.

### Merry Christmas from the Beach Boys(1977)
Progetto abortito di album natalizio, Merry Christmas from the Beach Boys sarebbe confluito nella compilation Ultimate Christmas del 1998.

### Summer's Gone(2011–12)
Il titolo originale dell'album della reunion del 2012 dei Beach Boys, That's Why God Made the Radio, avrebbe dovuto essere Summer's Gone e fu composta una lunga suite a tema. Solamente quattro o cinque segmenti della suite furono inclusi nel disco, con il quinto ribattezzato I'd Go Anywhere, che avrebbe dovuto posizionarsi tra Strange World e From There to Back Again. Sia I'd Go Anywhere e la prima parte della suite rimasero incompiute. Il produttore Joe Thomas ha espresso il suo desiderio di completare la suite, che aveva avuto origine da un demo in cassetta del 1998 inciso prima che Wilson ci rimettesse mano nel 2008. Un totale di 28 canzoni furono scritte e registrate per l'album. Nel 2013, fu annunciato che Brian Wilson stava lavorando al materiale (ora indicato come The Suite) per il progetto di un nuovo album solista.

## Altro materiale

### Tentativi di ricostruzione diSMiLE(1967–2011)
Sono stati effettuati vari tentativi di ricostruire l'originale album SMiLE dopo la cancellazione del progetto da parte di Brian nel 1967. Quando i Beach Boys firmarono un contratto con la Reprise Records nel 1970, venne stipulato un accordo secondo il quale la band avrebbe dovuto consegnare Smile entro il 1º gennaio 1973, ma non fu rispettato. Grezze compilation dei brani che formavano l'album furono successivamente assemblate nel 1989 (compilate da Mark Linett), 1993 (con il titolo The Smile Era), e 1997. Gran parte della compilation approntata da Linett nel 1989 finì presto sul mercato dei bootleg e nell'autunno dello stesso anno fu messa in commercio come secondo bootleg di Smile in formato CD.

### Sessione con Charles Manson (1968)
Nella primavera del 1968 Dennis Wilson restò inizialmente affascinato dalla personalità carismatica di Charles Manson e dai suoi seguaci, riferendosi a lui chiamandolo "il Mago" in un articolo apparso all'epoca sulla rivista Rave. I due strinsero amicizia e, nei successivi mesi, alcuni membri della Manson Family – principalmente ragazze trattate come schiave sessuali – alloggiarono nella casa di Wilson a Pacific Palisades. Alla fine del 1968, Dennis disse alla rivista Record Mirror: «Quando lo incontrai [Charlie] mi resi conto che aveva delle grandi idee musicali. Adesso stiamo provando a comporre insieme». Alcune delle canzoni di Manson furono incise presso lo studio di registrazione casalingo di Brian Wilson. Questo materiale è ancora del tutto inedito, e molti ne hanno persino messo in dubbio l'esistenza. Secondo lo stesso Manson: «[Io] ero nello studio di registrazione casalingo del fratello di Dennis, che era più grande di molti altri studi professionali. [...] Facemmo una sessione piuttosto buona, buttando giù circa dieci canzoni». Sebbene il gruppo abbia sempre negato l'esistenza dei nastri in questione – secondo l'ingegnere del suono Stephen Desper sarebbero stati co-prodotti da Carl e Brian (e non da Dennis come si è spesso affermato) – convinti che all'epoca il materiale di Charlie Manson fosse "piuttosto buono... e che lui avesse del talento musicale". Le incisioni non sarebbero dei semplici demo come si è spesso creduto, ma vere e proprie registrazioni da studio complete e rifinite che potrebbero essere quelle apparse in seguito nell'album Lie: The Love and Terror Cult di Manson (1970). Lo storico musicale Andrew Doe ha scritto che le probabilità di una pubblicazione ufficiale di questo materiale da parte dei Beach Boys è "pari allo 0%".
Nel settembre 1968, Dennis registrò una canzone di Manson per i Beach Boys, originariamente intitolata Cease to Exist ma rinominata Never Learn Not to Love, e la band la pubblicò come B-side del singolo Bluebirds over the Mountain il 2 dicembre 1968. Il brano fu accreditato al solo Dennis. Infuriato, Manson minacciò di morte Dennis e i suoi famigliari.

### Landlocked(anni settanta)
Landlocked era il titolo provvisorio dell'album Surf's Up. Bootleg così intitolati contengono materiale proveniente da sessioni in studio dei primi anni settanta.

### "Bedroom Tapes" (anni sessanta–settanta)
Nel corso dei primi anni settanta, Brian ammassò una miriade di nastri demo casalinghi che in seguito sarebbero stati noti come "Bedroom Tapes" ("nastri della camera da letto"). Questa definizione fu inventata dallo scrittore Brian Chidester, che sostiene come il materiale in questione sia comunque "superfluo" e copra approssimativamente il periodo tra il 1968 e il 1974.

### Remake diFriends(anni settanta)
All'inizio degli anni settanta, la reputazione artistica di Brian Wilson soffrì a causa delle sue molte eccentricità, e presto egli venne considerato dalle case discografiche "un soggetto rischioso" con il quale lavorare dal punto di vista commerciale. Quando l'amico Stanley Shapiro convinse Wilson a riscrivere e ri-registrare alcuni brani dei Beach Boys per rivendicare la sua eredità artistica, Brian contattò il compositore Tandyn Almer come aiuto. Il trio trascorse un mese in studio a rielaborare materiale tratto dall'album Friends dei Beach Boys. Quando Shapiro portò i nastri demo alla A&M Records, in un primo momento la dirigenza approvò il progetto per poi accantonarlo dopo aver saputo del coinvolgimento di Almer. Nel 2018 la traccia Passing By proveniente da queste sessioni è stata pubblicata nella compilation Wake the World: The Friends Sessions.

### Sessioni al Caribou Ranch (1974)
Sedute di registrazione per il progetto di un album da pubblicarsi all'inizio del 1975, si tennero a fine 1974 nello studio del manager di allora del gruppo, James William Guercio, al Caribou Ranch in Colorado e in seguito ai Brother Studios di Santa Monica. Si dice che Brian fosse attivamente coinvolto in queste sessioni prima che un incendio nello studio distruggesse gran parte dei nastri incisi. Ciò si rivelò non corrispondere a verità in quanto molti dei nastri circolarono in seguito in maniera non ufficiale. Brani provati durante queste sessioni comprendono Good Timin', California Feelin', Don't Let Me Go, You're Riding High On the Music, Barnyard Blues, It's OK, Ding Dang, Our Life, Our Love, Our Land, Lucy Jones, Brian's Jam, Rollin' Up To Heaven, Happy Birthday Roger McGuinn, Long Road, il brano tradizionale Battle Hymn of the Republic e Child of Winter, che fu pubblicata su singolo.

### "The Cocaine Sessions" (1982)
Con "The Cocaine Sessions" (o "The Hamburger Sessions") ci si riferisce alla sporadica collaborazione tra Brian e Dennis Wilson nel novembre 1982 presso lo studio di registrazione casalingo di Garby Leon. Furono provate e registrate alcune canzoni intitolate Oh Yeah, Oh Lord, City Blues, You've Been, I Feel So Fine, Stevie, e Heroes and Villains. Secondo alcuni, Brian avrebbe composto canzoni in cambio di panini del McDonald's acquistati da Dennis. Il musicologo Philip Lambert definì queste sessioni una "testimonianza straziante delle condizioni dei Beach Boys nei primi anni ottanta".

### Sessioni con Andy Paley (anni novanta)
Il giorno dopo che la Corte della California emanò un ordine restrittivo nei confronti del terapista Eugene Landy con il divieto di contattare Brian Wilson, Brian telefonò al produttore discografico Andy Paley offrendogli l'opportunità di lavorare con lui a del materiale destinato a un potenziale album dei Beach Boys. Brian definì il materiale "alcune delle cose migliori che ho fatto da molto tempo a questa parte". Varie motivazioni personali e legali bloccarono il completamento delle registrazioni. Brian iniziò una collaborazione con Joe Thomas, il proprietario della River North Records, che risultò nella pubblicazione dell'album Stars and Stripes Vol. 1 (1996) dei Beach Boys. Molto poco del materiale proveniente dalle cosiddette "Paley Sessions" ha visto la luce, sebbene molte tracce siano circolate via bootleg.